# Јазбина
Јазбина је место које животиње користе да би се сакриле, када спавају или када је време размножавања. Неке животиње користе друге животиње да би направиле своје јазбине, а неке користе природне јазбине, као што су пећине.
У митологији, хероји су често ловили змајеве у њиховим јазбинама. Стога су фантазијским играма често коришћена јазбина са чудовиштима у којима су се налазила скривена блага.